# شخصيات عالم مارفل السينمائي: من م إلى ز

## م

### ماري ماكفيران / تيتانيا
ماري ماكفيران (تجسدها جميلة جميل)، والمعروفة أيضًا باسم تيتانيا ، هي مؤثرة على وسائل التواصل الاجتماعي تتمتع بقوة لا تصدق وهي مهووسة بـ شي-هالك ، لتصبح في النهاية منافستها.

### مكاري
ماكاري (تجسد دورها لورين ريدلوف ) هي كائن أبدي يمكنه التحرك بسرعات خارقة. من المفترض أنها تحمل مشاعر رومانسية تجاه درويغ .
الشخصية هي أول بطل خارق أصم في عالم مارفل السينمائي. صرحت ريدلوف أنها بدأت في الجري وبناء العضلات لكي تحصل على "تناسق شخص يبدو مثل العداء". 

### مالكيث الملعون
مالكيث الملعون (قام بدوره كريستوفر إكليستون ) هو ملك الجان الظلام الذي واجه ثور في عام 2013.  منذ زمن بعيد، واجه والد أودين، بور، وهُزم، ونُفي إلى واقع بديل. يستيقظ عندما يتم إطلاق الأثير، ويندمج معه، ويخطط لإغراق الأرض في الظلام أثناء التقارب. يتم قتله عندما تسحقه سفينته في سفارتالفهايم.

### فلينت ماركو / ساندمان
فلينت ماركو (تم التقاط حركته بواسطة جون واتس ، بصوت توماس هادن تشرش )،   والمعروف أيضًا باسم ساندمان ، هو لص صغير من عالم بديل حصل على القدرة على التحول إلى رمال. هو أحد الأشرار الذين سجنهم الدكتور سترينج، ويرفض العلاج الذي يحاول سبايدرمان (بيتر-1) تقديمه له. تم شفاؤه في النهاية وتم إرساله بأمان إلى بُعده الخاص.

### مارتينكس
مارتينيكس (يجسد دوره مايكل روزنباوم ) هو عضو في فريق ستاكار أوغورد من المقاتلين.يزور يوندو أودونتا على كونتراكسيا برفقة ستاكار لتذكيره بأنه في المنفى بسبب كسر قانون رافاجرز. بعد أن ضحى يوندو بنفسه لإنقاذ بيتر كويل ، تأثر مارتينيكس وستاكار بتضحيته، وحضر هو والمدمرون الآخرون جنازته. يقرر الاثنان جمع بقية الفريق معًا لتكريمه.

### مار-فيل / ويندي لوسون
مار-فيل (تجسدها أنيت بينينج ) هي عالمة من الكري رفضت حرب نوعها مع السكرول . هربت إلى الأرض في ثمانينيات القرن العشرين واعتمدت الاسم المستعار للدكتورة ويندي لوسون ، وهي عالمة فيزياء في مشروع بيغاسوس . باستخدام تيسيراكت ، سعت إلى تطوير محرك تجريبي من شأنه أن يسمح للسكرولز بالاستقرار خارج نطاق إمبراطورية الكري. يتم قتلها على يد يون روج ، على الرغم من أنها قادرة على توجيه كارول دانفرز لتدمير المحرك قبل أن يتمكن يون روج من الاستيلاء على الجهاز. تظهر الاستخبارات العليا لاحقًا أثناء محادثتها مع دانفرز.

### ميلا ماساريك / يونيكورن
ميلا ماساريك (بصوت سارة ناتوشيني )، والمعروفة أيضًا باسم يونيكورن ، هي مجرمة روسية من عالم بديل ترتدي خوذة عالية التقنية تطلق أشعة الليزر.
اعتبارًا من عام 2025، ظهرت الشخصية في مشروع واحد: مسلسل الرسوم المتحركة على ديزني+ سبايدرمان الجار الودود (2025 حتى الآن).

### فينياس ماسون
فينياس ماسون (قام بدوره مايكل تشيرنوس )  هو صانع أسلحة وعضو في شركة إنقاذ إلى جانب أدريان تومز ، وهيرمان شولتز ، وجاكسون برايس . عندما تخرج شركة الإنقاذ من العمل بسبب إدارة مكافحة الأضرار ، يساعد ماسون تومز في سرقة التكنولوجيا المتبقية من معارك المنتقمون وبناء أسلحة متقدمة من التكنولوجيا، مثل بدلة طيران تومز وإصدارات معدلة من قفازات بروك روملو التي تصدر اهتزازات. في حين هزم سبايدر مان مساعديه وألقي القبض عليهم من قبل السلطات، بقي مصير مايسون مجهولاً.

### ريك ماسون
ريك ماسون (يجسده أو تي فاجبينلي ) هو صديق قديم لناتاشا رومانوف في شيلد . في عام 2016، ساعدها أثناء هروبها. في عام 2026، سيساعد نيك فيوري .

### إيبوني ما
إيبوني ماو (تم التعبير عنه وتصويره عبر التقاط الحركة بواسطة توم فوغان لولور ) هو الابن المتبنى لثانوس وعضو في النظام الأسود الذي قُتل في الفضاء بعد هزيمته على يد توني ستارك وبيتر باركر. تسافر نسخة سابقة من ماو من عام 2014 عبر الزمن مع قوات ثانوس لمنع المنتقمون من إحباط خططه. ومع ذلك، فقد تفككوا جميعًا عندما استخدم ستارك قفاز اللانهاية .

### بيلي وتومي ماكسيموف
بيلي ماكسيموف (يجسده جو لوك ، جوليان هيلارد ، و بايلين بيليتز) و تومي ماكسيموف (يجسده جيت كلاين و جافين بوردرز) هما الابنان التوأم لواندا ماكسيموف وفيجن . تم إنشاؤها بواسطة واندا باستخدام سحر الفوضى داخل شذوذ ويستفيو في ويستفيو، نيو جيرسي ، وهي حقيقة مستوحاة من المسرحية الهزلية الخيالية المستوحاة من تلك التي شاهدتها واندا عندما كانت طفلة، حيث يتم التحكم في عقول سكانها من قبل واندا. بعد أن "أنجبت" واندا بيلي وتومي، كبر التوأم بسرعة إلى أن أصبحا في الخامسة والعاشرة من العمر، واكتسبا قدرات خارقة للطبيعة: يستغل بيلي سحر الفوضى مثل والدته، بينما اكتسب تومي سرعة خارقة مثل عمه " بييترو " (في الواقع، رالف بونر متنكرًا). بعد معركة بين واندا والساحرة أجاثا هاركنس ، تتمكن واندا من حل شذوذ ويستفيو، مما يؤدي إلى محو الوجود الخيالي لـ فيجن وبيلي وتومي. يتجسد بيلي من جديد عند "موته" في جسد ويليام كابلان ، وهو فتى يبلغ من العمر 13 عامًا من بلدة إيستفيو المجاورة لويستفيو، والذي قُتل في حادث سيارة بعد مغادرته حفل بار ميتزفه مبكرًا؛ بعد إصابته بفقدان الذاكرة، يتخذ بيلي هوية ويليام، دون أن يكون على علم بحياته الماضية.
بعد الحصول على داركهولد من هاركنس، أصبحت واندا فاسدة بسبب سحرها المظلم وتسعى للعثور على عالم موازٍ داخل الكون المتعدد حيث يوجد أطفالها في الواقع. (الختم الذي وضعته ليليا كالدرو على ويليام يمنعها من الشعور بأن بيلي على قيد الحياة.) بعد مذبحة قاتلة في الأرض 838 ، حيث تصطدم بالدكتور سترينج وأمريكا تشافيز ، تشعر بخيبة أمل عندما يتراجع بيلي وتومي من الأرض 838 عنها ويبكيان على والدتهما الحقيقية. بعد إدراكها لخطأ طرقها، رضخت واندا ودمرت جميع نسخ داركهولد في الكون المتعدد، وتضحي بنفسها في هذه العملية.
بعد وفاة واندا، يدفع فضول بيلي حول الشذوذ الذي حدث في يوم حادث سيارته إلى التحقيق ومعرفة أن واندا وفيجن كان لديهما أطفال في ويستفيو، وكان أحدهم لديه نفس القدرات التي لديه. بعد أن أدرك هويته الحقيقية، قرر أن يبحث عن شقيقه المفقود. يحرر هاركنس من التعويذة التي وضعتها واندا ويطلب منها أن تأخذه إلى طريق الساحرات ، وهو مسار سحري حيث يتم تحقيق رغبات المرء بعد إكمال سلسلة من "التجارب". في المحاكمة النهائية، تمكن بيلي من تحديد مكان روح تومي ووضعها في جسد صبي غارق. بعد اكتشافه أن طريق الساحرات كان أسطورة من صنع هاركنس وأنه أوصى بوجودها، قبل توجيه هاركنس، الذي مات وعاد كشبح، وانطلق للبحث عن تومي.

### بيترو ماكسيموف
بييترو ماكسيموف (قام بدوره آرون تايلور جونسون وجابرييل جورفيتش عندما كان طفلاً) هو الأخ التوأم لواندا ماكسيموف. تم تقديمهم كأصول هيدرا، حيث اكتسب كلاهما قوى خارقة بعد التطوع لإجراء التجارب عليهما بواسطة حجر العقل ،  مع اكتساب بييترو سرعة خارقة . إنهم يكنون كراهية طيلة حياتهم لمصنع الأسلحة الأمريكي توني ستارك ، الذي قتلت قنابله والديهم، ويقفون إلى جانب أولترون ضد المنتقمون قبل أن يغيروا الجوانب لاحقًا. في الصراع النهائي مع أولترون، يموت بييترو موتة البطل، وينقذ حياة كلينت بارتون وصبي سوكوفيان . في عام 2023، تجبر الساحرة أجاثا هاركنس المقيم في ويستفيو رالف بونر (يجسد شخصيته إيفان بيترز ) على انتحال شخصية بييترو للتقرب من واندا داخل واقعها البديل الذي خلقته.

كان استقبال الشخصية فاترًا مع وجود شكاوى تفيد بأن الشخصية أو قوتها لم يتم تطويرها بشكل كافٍ مقارنة بإصدار الكتاب الهزلي أو إصدار سلسلة أفلام رجال إكس من إنتاج شركة فوكس للقرن العشرين .   